# Буксиков, Серик
Серик Буксиков (род. 27 июня 1973, Гурьев, Казахская ССР) — современный казахстанский художник.

## Биография
После окончания морского рыбопромышленного колледжа, поступил в Казахскую Национальную Академию искусств им. Жургенева в городе Алматы в 1995 г.
За год до поступления работал в местном историко-краеведческом музее художником реставратором.
Во время учёбы в академии помимо основной специальности — дизайн интерьера, занимался на кафедре искусствоведения, написал научную работу «Роль художника в эру водолея», которая заняла первое место на ежегодном конкурсе студентов художественных вузов страны в разделе «художественная критика».
Участвовал в молодёжных выставках «Жигер». Также во время учёбы был активным художником галереи современного искусства «Коксерек».
В 1998—2000 работал в проекте «Миллениум Пати» в составе творческой группы при мэрии города Астана.
По завершении проекта начал карьеру криэйтора в рекламной сфере и проработал в качестве креативного директора в нескольких международных агентствах, таких как Grey Worldwide, TBWA, Leo Burnett Worldwide создавая успешные рекламные кампании и креативные концепции, как для локальных, так и для глобальных брендов.
В свободное от рекламы время, в 2007 г. открыл студию фотографии и дизайна. В тот же период работал с фондом поддержки культуры «Алем Арт». Также работал в театре «Аксарай» под руководством заслуженного деятеля РК — Булата Атабаева. Разработал декорации, костюмы, полиграфическую продукцию, снял документальный фильм о театре.
С 2008 года Буксиков работает креативным директором в рекламном агентстве «Progression». И одновременно продолжает практику современного художника — в июне 2010 года, прошла персональная выставка под названием «Свобода» в рамках литературных чтений, с генеральным продюсером Евразийского Медиа Форума Владимиром Рерихом и скандально известным художником Канатом Ибрагимовым. Владимир и Канат читали свои тексты среди картин Серика Буксикова.
В период с 2012 по 2014 годы работает в галерее современного искусства «SerikBooxikovWorkshop», где периодически проходят его персональные выставки.
В 2014-м году, совместно с галереей «Улар» и Союзом Художников РК принимает участие в арт ярмарке «Art Market Budapest». Так же в этом году, Серик в сотрудничестве с имамом московской мемориальной мечети, известным деятелем Шамилем Аляутдиновым и казахстанским финансистом Бахтом Ниязовым, совместно создают благотворительный арт проект – выставку «Мечта и крылья».
Летом 2014 года создает коллаборацию с «Первым Пивзаводом» и запускает арт проект «Первый Артзавод», который являлся творческим конкурсом, проходившим в городах Алматы и Астане в 2014-2015 годах.